# 골든걸스 (걸 그룹)
골든걸스(Golden Girls)는 JYP 엔터테인먼트가 결성한 대한민국의 시니어 걸그룹이다. 이 그룹은 2023년 12월 싱글 'One Last Time'으로 동명의 리얼리티 프로그램 골든걸스를 통해 데뷔했으며, 인순이, 박미경, 신효범, 이은미 4명의 멤버로 데뷔했다.

## 음반

### 싱글
- One Last Time (2023)